# Барыков, Иван Иванович
Иван Иванович Барыков (1812—21.12.1867) - русский помещик, купец и благотворитель.

## Биография
Родился в 1812 году, жил в имении в Рязанской губернии, Пронском уезде, а так же в собственном доме в Москве.

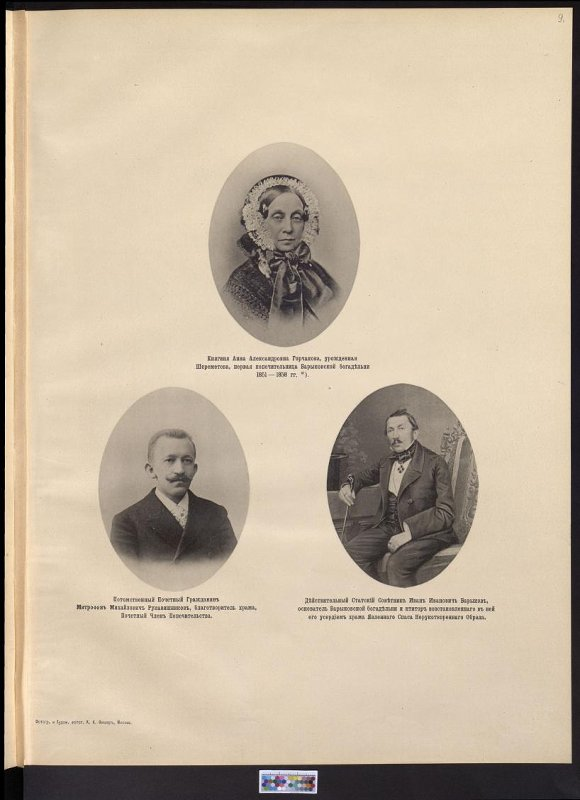
Портреты попечителей и основателей богадельни: Княгини А. А. Горчаковой, М.М. Рукавишникова, И. И. Барыкова

В реестре, составленном священником Пречистенского Сорока церкви Рождества Христова что в Кудрине Михаилом Захарьевым с причтом, о том кто был и не был на исповеди и у святого причастия, в 1840 году в доме под номером 15 указан Губернский секретарь Иван Иванов Барыков со своими дворовыми людьми - "не были по неизвестной причине". В дополнительном листе за тот же год указано, что Барыков с дворней не был на исповеди и у святого причастия 1 год.
Иван Иванович Барыков, будучи большим хлебосолом, давал роскошные обеды, где бывали важные московские чиновники. Когда он заболел, то дал обет основать богадельню. По выздоровлении на собственные средства на углу Дурновского переулка (в 1922 году переименован в Барыковский) и улицы Пречистенки он купил участок с домом. В Московских епархиальных ведомостях 1869 года указано, что купленный в 1847 году дом, ранее принадлежал Лукину, позже перешёл Дурновским (надворному советнику Василию Дурново) и в 1812 году сгорел, но в нём сохранилась икона Спасителя, которая "привлекала к себе усердствующих богомольцев". Барыков основал в этом доме в 1851 году богадельню для 30 престарелых женщин и устроил при ней храм Спаса Нерукотворного Образа (в 1856 году). Храм был освящён 17 ноября 1855 года. Богадельня так и называлась - «Барыковской». В 1857 году в здание подвели воду, о чём сохранилось дело в ЦГА г. Москвы.
Здание домовой церкви существует и в настоящее время, находясь по адресу: г. Москва, Барыковский пер., 4, стр. 2. Служебная постройка (баня) Барыковской во имя Спаса Нерукотворного женской богадельни была снесена в 2015 году.
Женился 21 января 1849 года в Введенской церкви в Семеновском на Екатерине Васильевне Егоровой Московской 3-й гильдии купчихе, вдове, 32 лет. Екатерина Васильевна была из дворовых крестьян Барыкова, позже, но до замужества, экономкой. Её первый муж был из крестьян, кузнецом.

Барыковская богадельня в 1901 году

Детей у Ивана Ивановича Барыкова не было. У Ивана был брат на десять лет его старше и имел одного внебрачного сына от своей крепостной крестьянки. После смерти брата, воспитанием племянника занимался Иван Иванович. Племянник был на службе у Ивана Ивановича Барыкова управляющим.
Умер от "парализации желудка" 21 декабря 1867 года в Москве. Похоронен на кладбище Новодевичьего монастыря.